# Kingdom Come (band)

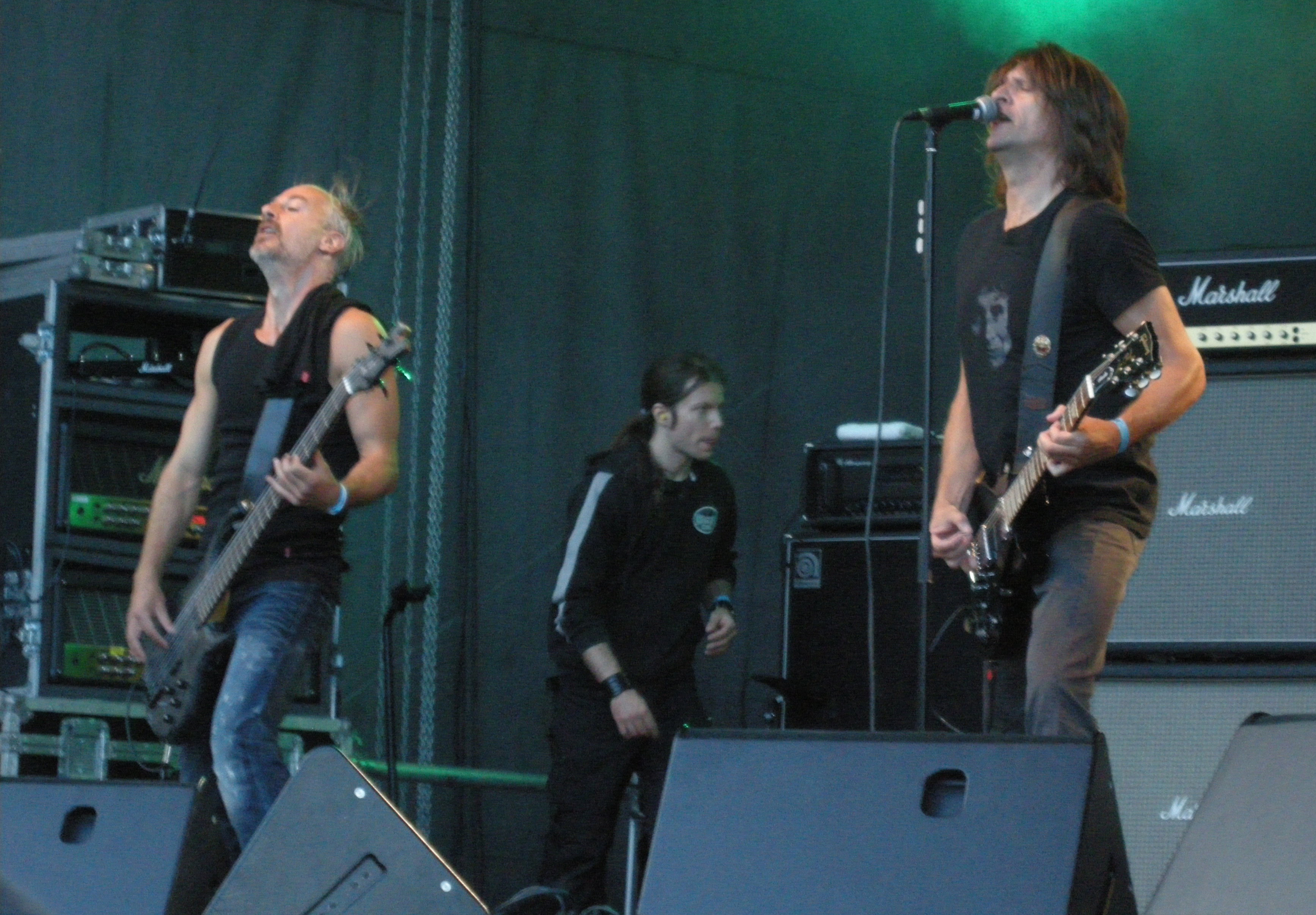
Kingdom Come in 2012

Kingdom Come was een hardrockband, geleid door de in Hamburg geboren zanger Lenny Wolf. Het eerste album van de groep, eveneens Kingdom Come genaamd was de enige internationale hit voor de band. De muzikale stijl van hun debuutalbum kwam erg dicht in de buurt van de vroege bluesrock stijl van Led Zeppelin, wat ertoe leidde dat de critici en de pers ze "Led Clone" noemden. Tegenwoordig heeft de band een compleet Duitse bezetting. Na de "2016 Florida cruise " tour, heeft Lenny Wolff beslist om een streep te zetten onder " kingdom come" . Sedertdien bestaat de band niet meer.

## Geschiedenis
De groep werd opgericht in 1987 na het uiteenvallen van Wolfs gemiddeld succesvolle rockproject Stone Fury. De nieuwe platenmaatschappij van Wolf, PolyGram, gaf hem de vrijheid om zelf Kingdom Comes line-up te kiezen en richting te geven aan hun geluid, en hij nam meteen de uit Pittsburgh afkomstige leadgitarist Danny Sag, de uit Louisvillian afkomstige Rick Steier (gitaar) en James Kottak (drums) en de uit Noord-Californië afkomstige Johnny B. Frank op bass aan. Kingdome Come was de eerste band waar Wolf de gitaar zelf niet ter hand nam. (Later gaf de frontman toe dat het een onaangename aanpassing was)
Het geluid van Kingdome Come, zo dacht men, was afgeleid van Led Zeppelin, zo zeer zelfs dat enkele luisteraars geloofden dat Kindome Come eigenlijk een Led Zeppelin reünie was. In 1988 brachten Lenny en Co hun debuutalbum 
Kingdom Come uit. Dat jaar toerden ze ook door het Verenigd Koninkrijk als support band voor Magnum die met hun Wings of Heaven tour bezig waren dat jaar.
De eerste single van de band, "Get it On" was een groot genoeg succes op de AOR stations, zodat dit zelf getiteld album goud behaalde. Hun tweede single/video voor de powerballad "What Love Can Be" kreeg veel uitzendtijd op de Amerikaanse radio en op MTV. Tegen de tijd dat de single/video "Loving You" uitgebracht werd, had het album een platina-status behaald in de VS, Duitsland en Canada, en nog enkele andere muziek markten. De band werd gekozen als openingsact voor de Noord-Amerikaanse Monsters of Rock tour in 1988, als ondersteunende act van Dokken, Scorpions, Metallica en Van Halen. Hierop volgend werden ze gevraagd de Scorpions te begeleiden op hun Noord-Amerikaanse "Savage Amusement" Tour, totdat ze gedwongen werden te tour te verlaten. (Volgens Stag vond Lenny Wolf de stage ramps van de Scorpions onweerstaanbaar, en na enkele reprimandes van het management van de Scorpions, dat de zanger niet meer de hele stage mocht gebruiken, gedwongen de rest van de tour te laten schieten).
Als snel werd de band de opdracht gegeven, door het management en PolyGram, om een nieuw album op te nemen. In 1989 bracht Kingdome Come hun volgende LP uit, "Into Your Face" uit.  De sound van dit album kwam zo dicht bij de sound van Led Zeppelin dat (ze de naam "Led Clone" aangemeten kregen.) hun commerciële aantrekkelijkheid een behoorlijke deuk opliep. Nadat hun tweede album niet goed verkocht, verlieten alle leden, behalve Wolf de band.
Stag ging terug naar Pittsburgh en ging onder in blues en klassieke rock projecten, waar hij steeds meer respect verdiende, inclusief een hoog aangeschreven instructie video. Steier en Kottak gingen terug naar Kentucky en richtten de maar, met een kort leven beschoren band Wild Horses, die een album uitbracht voor Atlantic Records. Beide zouden later weer opduiken in de band Warrant. James Kottak bleef niet onopgemerkt door de Scorpions en verdiende zich uiteindelijk een plaats als permanente drummer bij de band. Frank deed het rustig aan de laatste paar jaar. Met een nieuwe line-up bracht Kingdome Come nog een internationale album uit onder het label van Polygram ("Hands of Time"). In 1993, keerde Wolf terug naar Duitsland om zich te hergroeperen. Met een nieuwe, voornamelijk Duitse lineup blijft Kingdome Come aan de weg timmeren met enkele opeenvolgende releases en Europese tours in hun bagage.

## Bezetting
- Lenny Wolf - Stem en meer
- Eric Foerster - Leadgitaar
- Frank Binke - Basgitaar
- Hendrik Thiesbrummel - Drums and percussie (piano)

## Discografie
Albums
- Kingdom Come (Album: Kingdom Come) (1988)
- In Your Face (1989)
- Hands of Time (1991)
- Bad Image (1993)
- Twilight Cruiser (1995)
- Live & Unplugged (1996) (Live)
- Master Seven (1997)
- Balladesque (1998) (Compilation)
- Too (2000)
- Independent (2002)
- Perpetual (2004)
- Ain't Crying for the Moon (2006)
- Magnified (2009)
- Rendered Waters (2011) (Compilation with Brandnew Songs & New Recorded Versions)
- Outlier (2013)

Singles
- "Get It On" (1988)
- "What Love Can Be" (1988)
- "Do You Like It" (1989)
- "Overrated" (1989)
- "Should I" (1991)
- "God does not sing our own song" (2013)